# Gare de Creveney - Saulx
La gare de Creveney - Saulx est une gare ferroviaire française de la ligne de Paris-Est à Mulhouse-Ville, située au lieu-dit La Gare sur le territoire de la commune de Creveney, près de Saulx, dans le département de la Haute-Saône en région Franche-Comté. 
Elle est mise en service en 1858 par la Compagnie des chemins de fer de l'Est et fermée au service des voyageurs par la Société nationale des chemins de fer français (SNCF) à la fin du XXe siècle C'est une gare « non exploitée » de Réseau ferré de France (RFF).

## Situation ferroviaire
Établie à 272 m d'altitude, la gare de Creveney - Saulx est située au point kilométrique (PK) 394,464 de la ligne de Paris-Est à Mulhouse-Ville, entre les gares de Colombier (fermée) et de Genevreuille (fermée).

## Histoire

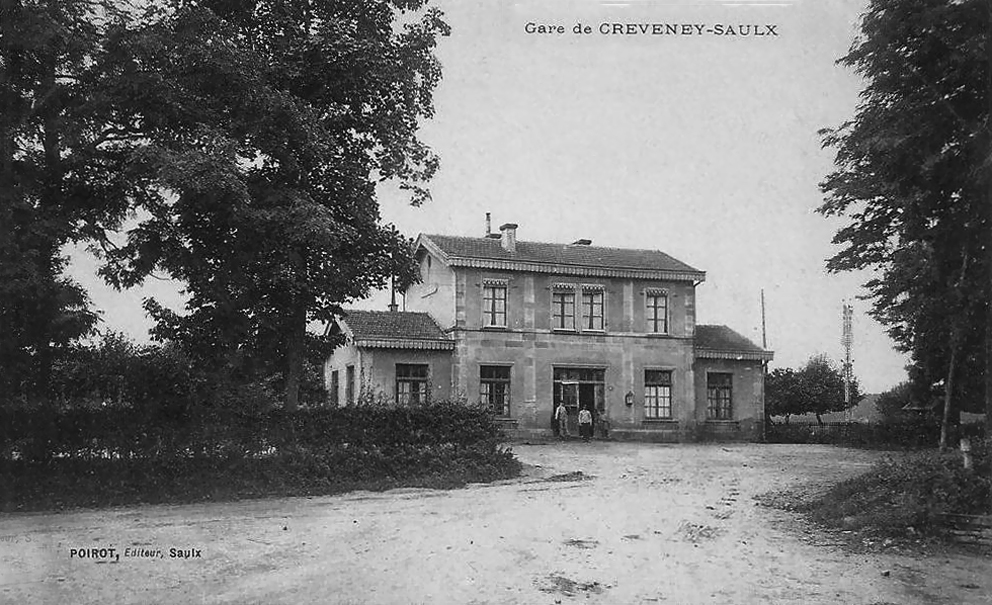
La gare au début des années 1900.

La « station de Creveney » est mise en service le 26 avril 1858 par la Compagnie des chemins de fer de l'Est, lorsqu'elle ouvre à l'exploitation la section de Vesoul à Belfort qui permet la mise en service de la totalité de sa ligne de Paris à Mulhouse. Les installations de la gare sont opérationnelles le jour de l'ouverture.
Dans les années 1930, un embranchement particulier permet le transport des hydrocarbures issue de l'exploitation de schiste de Creveney située en face de la gare.
En 1962, la gare, gérée par la SNCF région Est, comporte plusieurs voies de service de part et d'autre de la ligne.
En 2008, L'ancien bâtiment voyageurs et l'abri du quai opposé, sont toujours présents.
Au 2 janvier 2012, il s'agit d'une gare ouverte uniquement pour des opérations d'infrastructure.

## Service des voyageurs
La gare est fermée au service des voyageurs. Un service de Taxi-TER Franche-Comté est en service sur la commune.

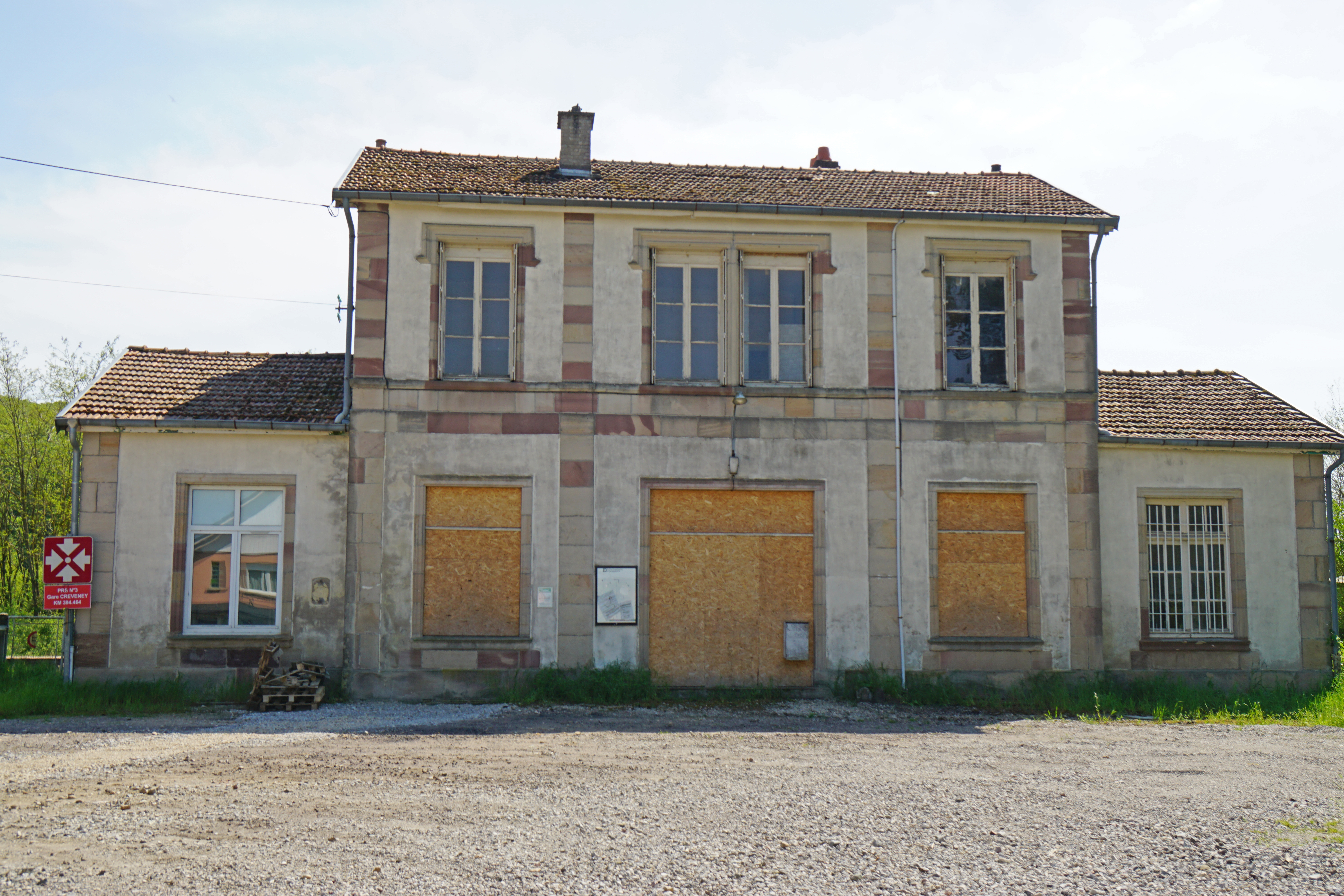
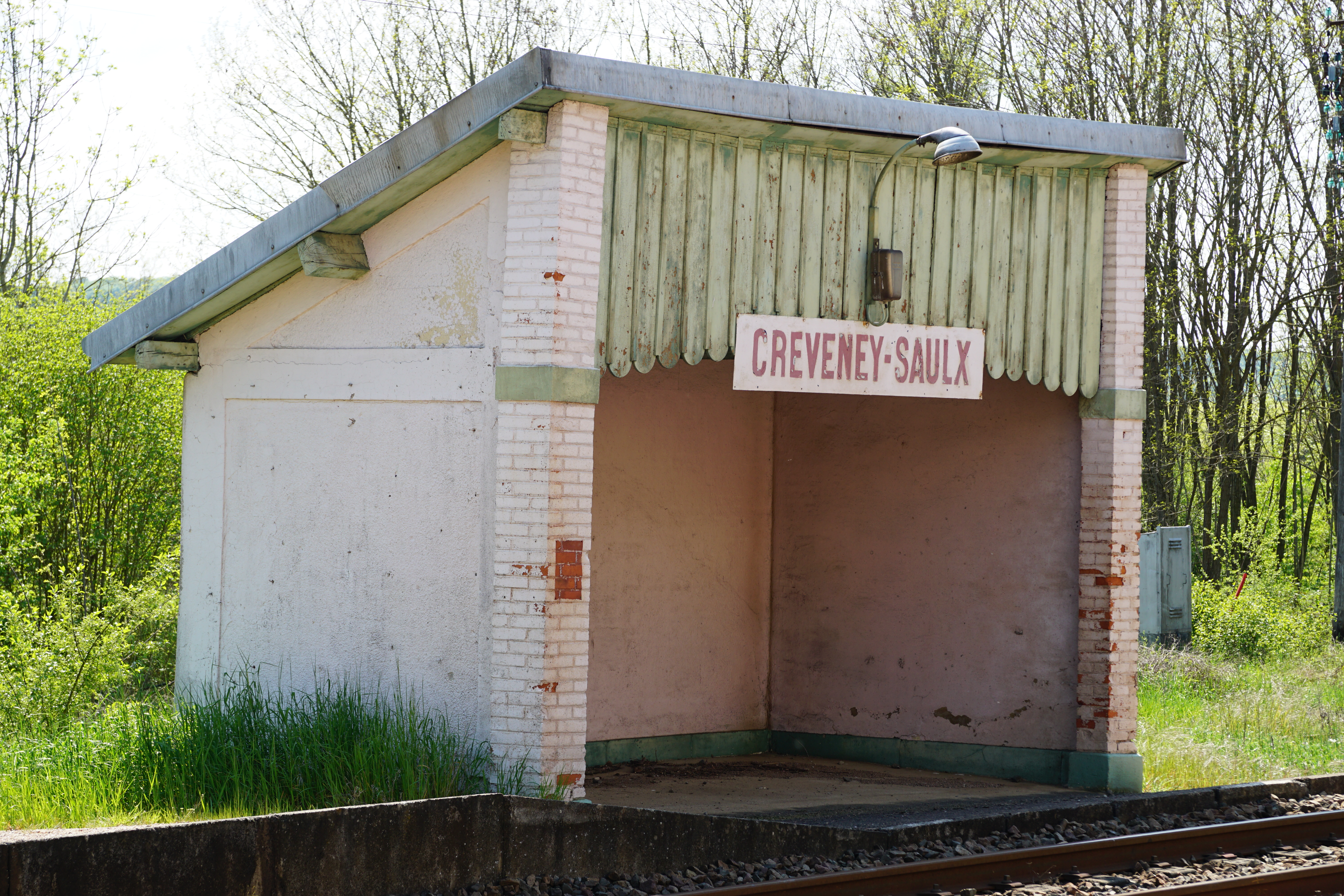
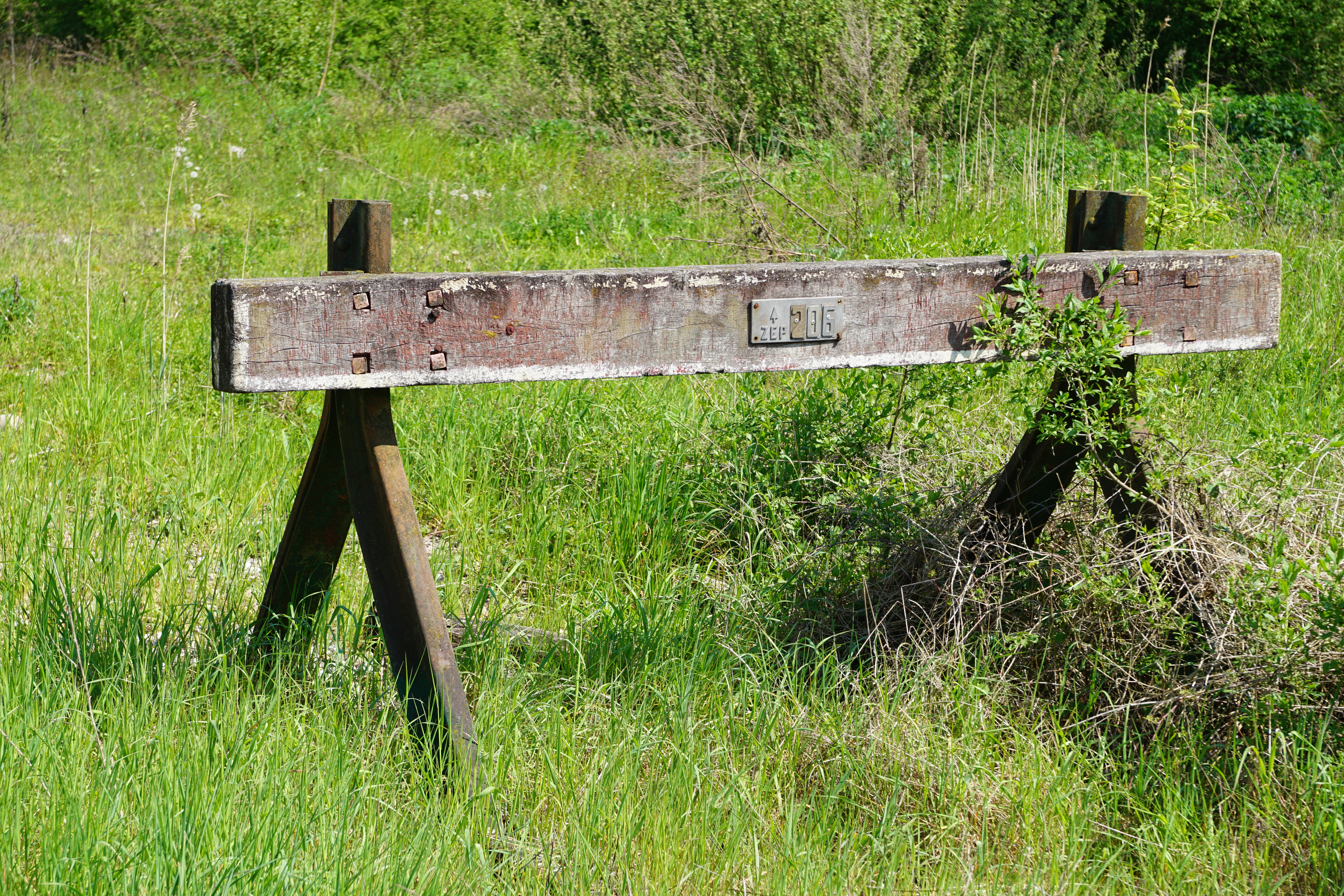